# Алгоритм Петерсона
Алгоритм Петерсона — алгоритм параллельного программирования для взаимного исключения потоков исполнения кода, разработанный Гарри Петерсоном в 1981 г. Хотя изначально был сформулирован для 2-поточного случая, алгоритм может быть обобщён для произвольного количества потоков. Алгоритм условно называется программным, так как не основан на использовании специальных команд процессора для запрета прерываний, блокировки шины памяти и т. д., используются только общие переменные памяти и цикл для ожидания входа в критическую секцию исполняемого кода.

## Принцип работы
Перед тем, как начать исполнение критической секции кода, поток должен вызвать специальную процедуру (назовем её lock()) со своим номером в качестве параметра. Она должна организовать ожидание потоком своей очереди входа в критическую секцию. После исполнения критической секции и выхода из неё поток вызывает другую процедуру (назовем её unlock()), после чего уже другие потоки смогут войти в критическую область. Посмотрим, как реализуется этот общий принцип алгоритмом Петерсона для двух потоков.
Код на языке C++
```
class
 
PetersonMutex

{

public
:

    
PetersonMutex
()

    
{

        
want
[
0
].
store
(
false
);

        
want
[
1
].
store
(
false
);

        
waiting
.
store
(
0
);

    
}

    
void
 
lock
(
int
 
threadId
)

    
{

		
int
 
other
 
=
 
1
 
-
 
threadId
;

        
want
[
threadId
].
store
(
true
);
 
// индикатор интереса текущего потока

        
waiting
.
store
(
threadId
);
 
// говорим, что этот поток будет ждать, если понадобится

        
/* Цикл ожидания. Мы находимся в этом цикле, если второй процесс выполняет свою 

        критическую секцию. Когда второй процесс выйдет из критической секции, выполнится

        процедура unlock(int threadId), флаг заинтересованности (want[other]) 

        станет равен false, и цикл закончится. */

        
while
 
(
want
[
other
].
load
()
 
&&
 
waiting
.
load
()
 
==
 
threadId
)
 
{

            
// wait

        
}

    
}

    
void
 
unlock
(
int
 
threadId
)
 
{

        
want
[
threadId
].
store
(
false
);

    
}

private
:

    
std
::
array
<
std
::
atomic
<
bool
>
,
 
2
>
 
want
;
 
// флаги заинтересованности потоков

    
std
::
atomic
<
int
>
 
waiting
;
 
// номер ждущего потока

};

```

Для наглядности рассмотрим два сценария исполнения параллельных потоков с номерами 0 и 1.
| Время | Поток 0                          | Поток 1                          |
| ----- | -------------------------------- | -------------------------------- |
| t1    | int other = 1;                   |                                  |
| t2    | want[0] = true;                  |                                  |
| t3    | waiting = 0;                     |                                  |
| t4    | while (waiting == 0 && want[1]); |                                  |
| t5    | Критическая область кода         | int other = 0;                   |
| t6    | Критическая область кода         | want[1] = true;                  |
| t7    | Критическая область кода         | waiting = 1;                     |
| t8    | Критическая область кода         | while (waiting == 1 && want[0]); |
| t9    | Критическая область кода         | while (waiting == 1 && want[0]); |
| t10   | want[0] = false;                 | Критическая область кода         |
| t11   |                                  | Критическая область кода         |
| t12   |                                  | Критическая область кода         |
| t13   |                                  | want[1] = false;                 |

Поток с номером 0 вызывает lock, задавая этим индикатор своей «заинтересованности», устанавливая флаг очереди так, чтобы уступить очередь исполнения потоку номер 1. Поскольку последний пока еще не «заинтересован» в попадании в критическую область, выполнение сразу же возвращается из lock, и поток 0 входит в неё. Теперь lock вызывается потоком 1, для которого также выполняются описанные выше действия. Но так как поток 0 все еще «заинтересован» (want[0] == true), выполнение остается в lock — поток 1 в ожидании (в таблице это выражено повторением инструкции для цикла 'while'). Как только поток 0 вызывает unlock и сбрасывает флаг своей «заинтересованности», поток 1 входит в критическую область и в конце сам вызывает unlock.
| Время | Поток 0                          | Поток 1                          |
| ----- | -------------------------------- | -------------------------------- |
| t1    | int other = 1;                   |                                  |
| t2    |                                  | int other = 0;                   |
| t3    |                                  | want[1] = true;                  |
| t4    | want[0] = true;                  |                                  |
| t5    | waiting = 0;                     |                                  |
| t6    |                                  | waiting = 1;                     |
| t7    |                                  | while (waiting == 1 && want[0]); |
| t8    |                                  | while (waiting == 1 && want[0]); |
| t9    | while (waiting == 0 && want[1]); |                                  |
| t10   | Критическая область кода         | while (waiting == 1 && want[0]); |
| t11   | Критическая область кода         | while (waiting == 1 && want[0]); |
| t12   | Критическая область кода         | while (waiting == 1 && want[0]); |
| t13   | want[0] = false;                 | Критическая область кода         |
| t14   |                                  | Критическая область кода         |
| t15   |                                  | Критическая область кода         |
| t16   |                                  | want[1] = false;                 |

Потоки почти одновременно вызывают lock, устанавливая тем самым флаг своей «заинтересованности» и уступая очередь выполнения конкурирующему потоку посредством установки значения переменной waiting. Поскольку последним это делает поток 1, ему уже придется ждать в цикле, в то время как поток 0 беспрепятственно входит в критическую область кода. Ожидание потока 1, как и в предыдущей таблице, выражено повторением инструкции while для цикла ожидания. После того, как поток 0 выходит из критической области и сбрасывает флаг своей «заинтересованности», поток 1 продолжает своё исполнение и в конце сам сбрасывает соответствующий флаг вызовом unlock.

## Корректность алгоритма

### Взаимное исключение
Потоки 0 и 1 никогда не могут попасть в критическую секцию в один момент времени: если 0 вошёл в секцию, он установил want[0] в true. Тогда либо want[1] == false (тогда поток 1 не в критической секции), либо waiting == 1 (тогда поток 1 пытается войти в критическую секцию и крутится в цикле), либо поток 1 пытается войти в критическую секцию после установки want[1] == true, но до установки waiting и цикла. Таким образом, если оба процесса находятся в критической секции, должно быть want[0] && want[1] && waiting == 0 && waiting == 1, но такого не может быть одновременно и мы пришли к противоречию.

### Свобода от взаимной блокировки
Для того, чтобы оба процесса находились в ожидании, необходимы противоположные значения переменной waiting, что невозможно.

### Свобода от голодания
Возможна ситуация, когда один процесс будет несколько раз подряд захватывать себе критическую секцию, а другой, изъявивший желание попасть туда, будет ждать. В алгоритме Петерсона процесс не будет ждать дольше, чем один вход в критическую секцию: после выполнения unlock и повторного захода в lock процесс установит себя как ждущего и попадёт в цикл, который не завершится, пока не отработает другой процесс.